# 第96回全国高等学校野球選手権大会
第96回全国高等学校野球選手権大会（だい96かいぜんこくこうとうがっこうやきゅうせんしゅけんたいかい）は、2014年8月11日から8月25日までの14日間（休養日を除く）にわたって阪神甲子園球場で行われた全国高等学校野球選手権大会である。当初は8月9日に開幕予定だったが、台風11号の影響を考慮して11日に開幕日を変更した。

## 日程
- 2013年
  - 11月14日 - 第1回運営委員会を開催。大会日程を決定[3]。
- 2014年
  - 4月23日 - 第2回運営委員会を開催。試合時間を決定し、決勝は2010年（第92回）以来4年ぶりに13時開始に戻すことが決定した[4]。
  - 6月7日 - 神奈川大会で全国のトップを切って組み合わせ抽選が行われる[5][6]。
  - 6月21日 - 南北海道大会と沖縄大会を皮切りに地方大会が開幕。
  - 7月5日 - 全国高等学校野球選手権地方大会の組み合わせ抽選会がすべて終了し、参加校が前年より40校少ない3917校で確定。
  - 7月23日 - 石川大会の決勝戦の星稜高校対小松大谷高校戦は、星稜が9回裏に0対8の8点差から逆転サヨナラ勝利。9回以降に8点差からの逆転は地方大会の決勝戦では最多得点差記録[7][8]。
  - 7月31日 - 愛知大会を最後に地方大会が終了。
  - 8月6日 - 組み合わせ抽選会を大阪フェスティバルホールで開催。
  - 8月9日 - 台風11号の影響により開幕日の2日順延を決定[1][2]。なお、天候不良により大会開会式が順延となるのは1960年（第42回）以来54年ぶりで[2][注 1]、2日間延期となったのは大会史上初[9]。
  - 8月11日 - 開会式が行われた。開幕戦の春日部共栄高校（埼玉）対龍谷大平安高校（京都）は5対1で春日部共栄が勝利したが、その年の選抜高校野球大会の優勝校が選手権大会の開幕戦で敗退するのは75年ぶり[10]。
  - 8月12日 - 第4試合の大垣日大高校（岐阜）対藤代高校（茨城）戦は、1回表に8失点された大垣日大が、1回裏に4点返すなど反撃を重ね、7回裏に3得点で1点差、8回裏も3得点と逆転し、結果12対10でのスコアで大垣日大が勝利。なお8点差からの逆転勝利は選抜・選手権を通じて17年ぶり[注 2]、最多得点差逆転試合のタイ記録となった[11]。
  - 8月23日 - 休養日。
  - 8月25日 - 決勝戦が行われ大阪桐蔭（大阪）が、4-3で三重（三重）を下し、2012年（第94回）以来2年ぶり4回目の優勝。閉会式。

## 代表校
| 地方大会 | 代表校       | 出場回数       |
| -------- | ------------ | -------------- |
| 北北海道 | 武修館       | 初出場         |
| 南北海道 | 東海大四     | 21年ぶり5回目  |
| 青森     | 八戸学院光星 | 2年ぶり7回目   |
| 岩手     | 盛岡大付     | 2年ぶり8回目   |
| 秋田     | 角館         | 初出場         |
| 山形     | 山形中央     | 4年ぶり2回目   |
| 宮城     | 利府         | 初出場         |
| 福島     | 聖光学院     | 8年連続11回目  |
| 茨城     | 藤代         | 3年ぶり3回目   |
| 栃木     | 作新学院     | 4年連続10回目  |
| 群馬     | 健大高崎     | 3年ぶり2回目   |
| 埼玉     | 春日部共栄   | 9年ぶり5回目   |
| 山梨     | 東海大甲府   | 2年ぶり12回目  |
| 千葉     | 東海大望洋   | 初出場         |
| 東東京   | 二松学舎大付 | 初出場         |
| 西東京   | 日大鶴ヶ丘   | 6年ぶり3回目   |
| 神奈川   | 東海大相模   | 4年ぶり9回目   |
| 長野     | 佐久長聖     | 2年ぶり6回目   |
| 新潟     | 日本文理     | 2年連続8回目   |
| 富山     | 富山商       | 10年ぶり16回目 |
| 石川     | 星稜         | 2年連続17回目  |
| 福井     | 敦賀気比     | 5年ぶり6回目   |
| 静岡     | 静岡         | 3年ぶり23回目  |
| 愛知     | 東邦         | 6年ぶり16回目  |
| 岐阜     | 大垣日大     | 2年連続3回目   |

| 地方大会 | 代表校       | 出場回数      |
| -------- | ------------ | ------------- |
| 三重     | 三重         | 2年連続12回目 |
| 滋賀     | 近江         | 6年ぶり11回目 |
| 京都     | 龍谷大平安   | 2年ぶり33回目 |
| 奈良     | 智弁学園     | 3年ぶり17回目 |
| 和歌山   | 市和歌山     | 10年ぶり4回目 |
| 大阪     | 大阪桐蔭     | 3年連続8回目  |
| 兵庫     | 神戸国際大付 | 初出場        |
| 岡山     | 関西         | 3年ぶり9回目  |
| 鳥取     | 八頭         | 4年ぶり8回目  |
| 広島     | 広陵         | 4年ぶり21回目 |
| 島根     | 開星         | 3年ぶり9回目  |
| 山口     | 岩国         | 7年ぶり5回目  |
| 香川     | 坂出商       | 20年ぶり8回目 |
| 愛媛     | 小松         | 初出場        |
| 徳島     | 鳴門         | 3年連続9回目  |
| 高知     | 明徳義塾     | 5年連続16回目 |
| 福岡     | 九州国際大付 | 3年ぶり5回目  |
| 佐賀     | 佐賀北       | 2年ぶり4回目  |
| 長崎     | 海星         | 3年ぶり17回目 |
| 熊本     | 城北         | 6年ぶり4回目  |
| 大分     | 大分         | 初出場        |
| 宮崎     | 日南学園     | 3年ぶり7回目  |
| 鹿児島   | 鹿屋中央     | 初出場        |
| 沖縄     | 沖縄尚学     | 2年連続7回目  |

## 試合結果

### 1回戦
| 試合日            | 試合順  | 勝利       | スコア  | 敗戦         | 備考     | 試合時間  | 勝利校の次戦                 |
| ----------------- | ------- | ---------- | ------- | ------------ | -------- | --------- | ---------------------------- |
| 8月11日 （第1日） | 第1試合 | 春日部共栄 | 5 - 1   | 龍谷大平安   |          | 2時間5分  | 春日部共栄は第7日・第4試合へ |
| 8月11日 （第1日） | 第2試合 | 敦賀気比   | 16 - 0  | 坂出商       |          | 1時間52分 | 敦賀気比は第7日・第4試合へ   |
| 8月11日 （第1日） | 第3試合 | 富山商     | 2 - 0   | 日大鶴ヶ丘   |          | 1時間41分 | 富山商は第7日・第3試合へ     |
| 8月12日 （第2日） | 第1試合 | 東邦       | 11 - 3  | 日南学園     |          | 2時間3分  | 東邦は第8日・第2試合へ       |
| 8月12日 （第2日） | 第2試合 | 星稜       | 5 - 4   | 静岡         |          | 2時間9分  | 星稜は第8日・第3試合へ       |
| 8月12日 （第2日） | 第3試合 | 日本文理   | 5 - 2   | 大分         |          | 1時間47分 | 日本文理は第8日・第2試合へ   |
| 8月12日 （第2日） | 第4試合 | 大垣日大   | 12 - 10 | 藤代         |          | 2時間17分 | 大垣日大は第8日・第1試合へ   |
| 8月13日 （第3日） | 第1試合 | 健大高崎   | 5 - 3   | 岩国         |          | 2時間12分 | 健大高崎は第8日・第4試合へ   |
| 8月13日 （第3日） | 第2試合 | 鹿屋中央   | 2x - 1  | 市和歌山     | 延長12回 | 2時間13分 | 鹿屋中央は第8日・第3試合へ   |
| 8月13日 （第3日） | 第3試合 | 利府       | 4 - 2   | 佐賀北       |          | 2時間11分 | 利府は第8日・第4試合へ       |
| 8月13日 （第3日） | 第4試合 | 三重       | 5x - 4  | 広陵         | 延長11回 | 2時間58分 | 三重は第8日・第1試合へ       |
| 8月14日 （第4日） | 第1試合 | 佐久長聖   | 3 - 1   | 東海大甲府   |          | 1時間58分 | 佐久長聖は第9日・第2試合へ   |
| 8月14日 （第4日） | 第2試合 | 東海大四   | 6 - 1   | 九州国際大付 |          | 2時間10分 | 東海大四は第9日・第1試合へ   |
| 8月14日 （第4日） | 第3試合 | 聖光学院   | 2 - 1   | 神戸国際大付 |          | 2時間2分  | 聖光学院は第9日・第2試合へ   |
| 8月14日 （第4日） | 第4試合 | 山形中央   | 9 - 8   | 小松         |          | 2時間46分 | 山形中央は第9日・第1試合へ   |
| 8月15日 （第5日） | 第1試合 | 明徳義塾   | 10 - 4  | 智弁学園     |          | 2時間17分 | 明徳義塾は第9日・第3試合へ   |
| 8月15日 （第5日） | 第2試合 | 大阪桐蔭   | 7 - 6   | 開星         |          | 2時間20分 | 大阪桐蔭は第9日・第3試合へ   |

### 2回戦
| 試合日            | 試合順  | 勝利         | スコア | 敗戦       | 備考     | 試合時間  | 勝利校の次戦                    |
| ----------------- | ------- | ------------ | ------ | ---------- | -------- | --------- | ------------------------------- |
| 8月15日           | 第3試合 | 二松学舎大付 | 7 - 5  | 海星       |          | 2時間2分  | 二松学舎大付は第10日・第2試合へ |
| 8月16日 （第6日） | 第1試合 | 近江         | 8 - 0  | 鳴門       |          | 2時間     | 近江は第11日・第3試合へ         |
| 8月16日 （第6日） | 第2試合 | 城北         | 5 - 3  | 東海大望洋 |          | 2時間7分  | 城北は第10日・第3試合へ         |
| 8月16日 （第6日） | 第3試合 | 盛岡大付     | 4 - 3  | 東海大相模 |          | 1時間52分 | 盛岡大付は第10日・第4試合へ     |
| 8月16日 （第6日） | 第4試合 | 八頭         | 6 - 1  | 角館       |          | 2時間     | 八頭は第11日・第2試合へ         |
| 8月17日 （第7日） | 第1試合 | 沖縄尚学     | 3 - 1  | 作新学院   |          | 2時間8分  | 沖縄尚学は第10日・第2試合へ     |
| 8月17日 （第7日） | 第2試合 | 八戸学院光星 | 4 - 2  | 武修館     |          | 1時間45分 | 八戸学院光星は第10日・第1試合へ |
| 8月17日 （第7日） | 第3試合 | 富山商       | 3 - 1  | 関西       |          | 1時間50分 | 富山商は第11日・第1試合へ       |
| 8月17日 （第7日） | 第4試合 | 敦賀気比     | 10 - 1 | 春日部共栄 |          | 2時間     | 敦賀気比は第10日・第4試合へ     |
| 8月18日 （第8日） | 第1試合 | 三重         | 4 - 2  | 大垣日大   |          | 1時間48分 | 三重は第10日・第3試合へ         |
| 8月18日 （第8日） | 第2試合 | 日本文理     | 3 - 2  | 東邦       |          | 1時間54分 | 日本文理は第11日・第1試合へ     |
| 8月18日 （第8日） | 第3試合 | 星稜         | 4 - 1  | 鹿屋中央   |          | 1時間52分 | 星稜は第10日・第1試合へ         |
| 8月18日 （第8日） | 第4試合 | 健大高崎     | 10 - 0 | 利府       |          | 1時間59分 | 健大高崎は第11日・第4試合へ     |
| 8月19日 （第9日） | 第1試合 | 山形中央     | 2 - 0  | 東海大四   | 延長10回 | 2時間     | 山形中央は第11日・第4試合へ     |
| 8月19日 （第9日） | 第2試合 | 聖光学院     | 4 - 2  | 佐久長聖   |          | 1時間46分 | 聖光学院は第11日・第3試合へ     |
| 8月19日 （第9日） | 第3試合 | 大阪桐蔭     | 5 - 3  | 明徳義塾   |          | 2時間7分  | 大阪桐蔭は第11日・第2試合へ     |

### 3回戦
| 試合日             | 試合順  | 勝利         | スコア | 敗戦         | 備考     | 試合時間  | 勝利校の次戦                      |
| ------------------ | ------- | ------------ | ------ | ------------ | -------- | --------- | --------------------------------- |
| 8月20日 （第10日） | 第1試合 | 八戸学院光星 | 5 - 1  | 星稜         | 延長10回 | 2時間13分 | 八戸学院光星は準々決勝・第2試合へ |
| 8月20日 （第10日） | 第2試合 | 沖縄尚学     | 6x - 5 | 二松学舎大付 |          | 2時間33分 | 沖縄尚学は準々決勝・第1試合へ     |
| 8月20日 （第10日） | 第3試合 | 三重         | 7 - 5  | 城北         |          | 1時間51分 | 三重は準々決勝・第1試合へ         |
| 8月20日 （第10日） | 第4試合 | 敦賀気比     | 16 - 1 | 盛岡大付     |          | 2時間19分 | 敦賀気比は準々決勝・第2試合へ     |
| 8月21日 （第11日） | 第1試合 | 日本文理     | 6x - 5 | 富山商       |          | 2時間8分  | 日本文理は準々決勝・第4試合へ     |
| 8月21日 （第11日） | 第2試合 | 大阪桐蔭     | 10 - 0 | 八頭         |          | 2時間5分  | 大阪桐蔭は準々決勝・第3試合へ     |
| 8月21日 （第11日） | 第3試合 | 聖光学院     | 2x - 1 | 近江         |          | 1時間56分 | 聖光学院は準々決勝・第4試合へ     |
| 8月21日 （第11日） | 第4試合 | 健大高崎     | 8 - 3  | 山形中央     |          | 2時間5分  | 健大高崎は準々決勝・第3試合へ     |

### 準々決勝
| 試合日             | 試合順  | 勝利     | スコア | 敗戦         | 試合時間  | 勝利校の次戦                |
| ------------------ | ------- | -------- | ------ | ------------ | --------- | --------------------------- |
| 8月22日 （第12日） | 第1試合 | 三重     | 9 - 3  | 沖縄尚学     | 2時間20分 | 三重は準決勝・第1試合へ     |
| 8月22日 （第12日） | 第2試合 | 敦賀気比 | 7 - 2  | 八戸学院光星 | 1時間48分 | 敦賀気比は準決勝・第2試合へ |
| 8月22日 （第12日） | 第3試合 | 大阪桐蔭 | 5 - 2  | 健大高崎     | 1時間53分 | 大阪桐蔭は準決勝・第2試合へ |
| 8月22日 （第12日） | 第4試合 | 日本文理 | 5 - 1  | 聖光学院     | 2時間10分 | 日本文理は準決勝・第1試合へ |

### 準決勝
| 試合日             | 試合順  | 勝利     | スコア | 敗戦     | 試合時間  |
| ------------------ | ------- | -------- | ------ | -------- | --------- |
| 8月24日 （第13日） | 第1試合 | 三重     | 5 - 0  | 日本文理 | 1時間32分 |
| 8月24日 （第13日） | 第2試合 | 大阪桐蔭 | 15 - 9 | 敦賀気比 | 2時間24分 |

### 決勝
|          | 1 | 2 | 3 | 4 | 5 | 6 | 7 | 8 | 9 | R | H  | E |
| -------- | - | - | - | - | - | - | - | - | - | - | -- | - |
| 三重     | 0 | 2 | 0 | 0 | 1 | 0 | 0 | 0 | 0 | 3 | 11 | 0 |
| 大阪桐蔭 | 0 | 1 | 1 | 0 | 0 | 0 | 2 | 0 | X | 4 | 8  | 1 |

1. （三）：今井、森、瀬戸上 - 中林
2. （大）：福島 - 横井
3. 審判
［球審］古川
［塁審］橘・大槻・土井
4. 試合時間：1時間41分

| 三重 | 三重   | 三重              |
| 打順 | 守備   | 選手              |
| ---- | ------ | ----------------- |
| 1    | [中]   | 長野勇斗（3年）   |
| 2    | [二]   | 佐田泰輝（3年）   |
|      | 打     | 鈴木颯馬（2年）   |
| 3    | [遊]   | 宇都宮東真（3年） |
| 4    | [一]   | 西岡武蔵（3年）   |
| 5    | [左]   | 稲葉隆也（3年）   |
|      | 左     | 松村一郎（3年）   |
| 6    | [三]   | 山井達也（2年）   |
|      | 打三   | 内田蓮（3年）     |
| 7    | [右]   | 世古錬（3年）     |
|      | 投     | 森竜之助（3年）   |
|      | 投     | 瀬戸上晶（3年）   |
| 8    | [捕]   | 中林健吾（3年）   |
| 9    | [投]右 | 今井重太朗（3年） |

| 大阪桐蔭 | 大阪桐蔭 | 大阪桐蔭        |
| 打順     | 守備     | 選手            |
| -------- | -------- | --------------- |
| 1        | [左]     | 中村誠（3年）   |
| 2        | [二]     | 峯本匠（3年）   |
| 3        | [三]     | 香月一也（3年） |
| 4        | [一]     | 正隨優弥（3年） |
| 5        | [右]     | 青柳昴樹（2年） |
| 6        | [捕]     | 横井佑弥（3年） |
| 7        | [中]     | 森晋之介（3年） |
| 8        | [遊]     | 福田光輝（2年） |
| 9        | [投]     | 福島孝輔（3年） |

## 大会本塁打
1回戦
- 第1号：峯健太郎（敦賀気比）
- 第2号：篠原涼（敦賀気比）
- 第3号：溝口慶周（東邦）
- 第4号：新井充（日本文理）
- 第5号：星兼太（日本文理）
- 第6号：古谷勇斗（藤代）
- 第7号：濱渡遼（藤代）
- 第8号：野崎文志（大垣日大）
- 第9号：吉川雄大（広陵）
- 第10号：竹内広成（佐久長聖）
- 第11号：田中秀政（明徳義塾）
- 第12号：廣岡大志（智弁学園）

2回戦
- 第13号：秦匠太朗（二松学舎大付）
- 第14号：遠藤真（盛岡大付）
- 第15号：朝山広憲（作新学院）
- 第16号：西平大樹（沖縄尚学）
- 第17号：岡田耕太（敦賀気比）
- 第18号：香月一也（大阪桐蔭）
- 第19号：安田孝之（明徳義塾）
- 第20号：岸潤一郎（明徳義塾）

3回戦
- 第21号：深江大晟（八戸学院光星）
- 第22号：遠藤真（盛岡大付）
- 第23号：浅井洸耶（敦賀気比）
- 第24号：新井充（日本文理）
- 第25号：青木陸（山形中央）

準々決勝
- 第26号：安里健（沖縄尚学）
- 第27号：西岡武蔵（三重）
- 第28号：内田蓮（三重）
- 第29号：峯健太郎（敦賀気比）
- 第30号：中村誠（大阪桐蔭）

準決勝
- 第31号：山井達也（三重）
- 第32号：御簗翔（敦賀気比）
- 第33号：中村誠（大阪桐蔭）
- 第34号：峯本匠（大阪桐蔭）
- 第35号：御簗翔（敦賀気比）
- 第36号：森晋之介（大阪桐蔭）

## 記録
いずれも今大会終了時における記録

### 大会記録
| 記録                | 学校名   | 対戦校（記録時） | 備考         |
| ------------------- | -------- | ---------------- | ------------ |
| 最大8点差からの逆転 | 大垣日大 | 1回戦・藤代戦    | 大会タイ記録 |

### チーム記録
| 記録                             | 学校名   | 対戦校（記録時）            | 備考                                                 |
| -------------------------------- | -------- | --------------------------- | ---------------------------------------------------- |
| 3試合連続2桁得点勝利（93年ぶり） | 敦賀気比 | 1回戦・坂出商戦（16-0）     | 過去に3試合連続2桁得点は3度あるが勝利も含むと2度目。 |
| 3試合連続2桁得点勝利（93年ぶり） | 敦賀気比 | 2回戦・春日部共栄戦（10-1） | 過去に3試合連続2桁得点は3度あるが勝利も含むと2度目。 |
| 3試合連続2桁得点勝利（93年ぶり） | 敦賀気比 | 3回戦・盛岡大付戦（16-1）   | 過去に3試合連続2桁得点は3度あるが勝利も含むと2度目。 |

### 個人記録
| 記録              | 記録 | 選手名   | 所属校   | 対戦校（記録時）     | 備考     |
| ----------------- | ---- | -------- | -------- | -------------------- | -------- |
| 1大会個人最多盗塁 | 8    | 平山敦規 | 健大高崎 | 準々決勝・大阪桐蔭戦 | 93年ぶり |

## その他の主な出場選手
- 今川優馬（東海大四）
- 八木彬（八戸学院光星）
- 呉屋開斗（八戸学院光星）
- 松本裕樹（盛岡大付）
- 小木田敦也（角館）
- 赤上優人（角館）
- 石川直也（山形中央）
- 船迫大雅（聖光学院）
- 八百板卓丸（聖光学院）
- 佐藤都志也（聖光学院）
- 脇本直人（健大高崎）
- 柘植世那（健大高崎）
- 島孝明（東海大望洋）
- 大江竜聖（二松学舎大付）

- 豊田寛（東海大相模）
- 小笠原慎之介（東海大相模）
- 吉田凌（東海大相模）
- 元山飛優（佐久長聖）
- 飯塚悟史（日本文理）
- 森田駿哉（富山商）
- 岩下大輝（星稜）
- 平沼翔太（敦賀気比）
- 堀内謙伍（静岡）
- 鈴木将平（静岡）
- 藤嶋健人（東邦）
- 滝野要（大垣日大）
- 植田海（近江）
- 高橋奎二（龍谷大平安）

- 岡本和真（智弁学園）
- 村上頌樹（智弁学園）
- 小郷裕哉（関西）
- 海野隆司（関西）
- 太田光（広陵）
- 河野竜生（鳴門）
- 中山晶量（鳴門）
- 清水優心（九州国際大付）
- 古澤勝吾（九州国際大付）
- 山本武白志（九州国際大付）
- 富山凌雅（九州国際大付）
- 吉田嵩（海星）
- 髙山凌（海星）
- 佐野皓大（大分）

## 各地方大会の日程
- 参加チーム数は、日本高野連の発表に基づき、複数校で構成される連合チームを1チームとしてカウント。
- 連…連合チームが参加（○…あり、×…なし）

| 地方大会 | 日程              | チーム数 | 使用球場数（決勝戦の会場）                | 準優勝校     | 連 |
| -------- | ----------------- | -------- | ----------------------------------------- | ------------ | -- |
| 北北海道 | 6月24日 - 7月24日 | 103      | 6（旭川スタルヒン球場）                   | 釧路工       | ○  |
| 南北海道 | 6月21日 - 7月23日 | 122      | 6（札幌円山球場）                         | 小樽潮陵     | ○  |
| 青森     | 7月11日 - 7月24日 | 68       | 4（青森市営野球場）                       | 青森         | ×  |
| 岩手     | 7月12日 - 7月24日 | 71       | 4（岩手県営野球場）                       | 花巻東       | ○  |
| 秋田     | 7月12日 - 7月23日 | 50       | 4（こまちスタジアム）                     | 能代松陽     | ×  |
| 山形     | 7月11日 - 7月24日 | 49       | 5（荘内銀行・日新製薬スタジアムやまがた） | 酒田南       | ○  |
| 宮城     | 7月5日 - 7月21日  | 74       | 5（楽天Koboスタジアム宮城）               | 佐沼         | ○  |
| 福島     | 7月10日 - 7月26日 | 81       | 6（郡山総合運動場開成山野球場）           | 日大東北     | ○  |
| 茨城     | 7月5日 - 7月25日  | 100      | 6（水戸市民球場）                         | 霞ヶ浦       | ○  |
| 栃木     | 7月12日 - 7月27日 | 62       | 3（宇都宮清原球場）                       | 佐野日大     | ○  |
| 群馬     | 7月12日 - 7月27日 | 67       | 5（上毛新聞敷島球場）                     | 伊勢崎清明   | ○  |
| 埼玉     | 7月9日 - 7月27日  | 156      | 10（埼玉県営大宮公園野球場）              | 市川越       | ○  |
| 山梨     | 7月8日 - 7月21日  | 37       | 2（山日YBS球場）                          | 日本航空     | ○  |
| 千葉     | 7月11日 - 7月26日 | 170      | 11（QVCマリンフィールド）                 | 専大松戸     | ○  |
| 東東京   | 7月5日 - 7月29日  | 137      | 6（明治神宮野球場）                       | 帝京         | ○  |
| 西東京   | 7月5日 - 7月28日  | 128      | 8（明治神宮野球場）                       | 東海大菅生   | ○  |
| 神奈川   | 7月12日 - 7月30日 | 190      | 12（横浜スタジアム）                      | 向上         | ○  |
| 長野     | 7月12日 - 7月27日 | 87       | 4（長野オリンピックスタジアム）           | 長野商       | ○  |
| 新潟     | 7月10日 - 7月27日 | 88       | 7（HARD OFF ECOスタジアム新潟）           | 関根学園     | ○  |
| 富山     | 7月10日 - 7月26日 | 48       | 5（富山市民球場アルペンスタジアム）       | 高岡商       | ×  |
| 石川     | 7月12日 - 7月27日 | 49       | 3（石川県立野球場）                       | 小松大谷     | ○  |
| 福井     | 7月19日 - 7月29日 | 30       | 2（福井県営球場）                         | 福井工大福井 | ○  |
| 静岡     | 7月12日 - 7月30日 | 113      | 10（静岡草薙球場）                        | 掛川西       | ×  |
| 愛知     | 7月12日 - 7月31日 | 189      | 10（岡崎市民球場）                        | 栄徳         | ○  |
| 岐阜     | 7月5日 - 7月26日  | 67       | 7（長良川球場）                           | 岐阜工       | ×  |
| 三重     | 7月11日 - 7月28日 | 62       | 4（四日市市営霞ヶ浦第一野球場）           | 菰野         | ×  |
| 滋賀     | 7月12日 - 7月28日 | 52       | 2（滋賀県立彦根野球場）                   | 北大津       | ○  |
| 京都     | 7月12日 - 7月26日 | 78       | 3（わかさスタジアム京都）                 | 京都すばる   | ×  |
| 奈良     | 7月12日 - 7月28日 | 42       | 1（佐藤薬品スタジアム）                   | 天理         | ○  |
| 和歌山   | 7月11日 - 7月26日 | 39       | 1（和歌山県営紀三井寺野球場）             | 智弁和歌山   | ×  |
| 大阪     | 7月12日 - 7月30日 | 180      | 8 （舞洲ベースボールスタジアム）          | PL学園       | ○  |
| 兵庫     | 7月5日 - 7月27日  | 162      | 9（明石トーカロ球場）                     | 三田松聖     | ×  |
| 岡山     | 7月14日 - 7月27日 | 59       | 4（倉敷マスカットスタジアム）             | 岡山理大付   | ×  |
| 鳥取     | 7月12日 - 7月27日 | 24       | 1（倉吉市営野球場）                       | 鳥取城北     | ×  |
| 広島     | 7月11日 - 7月27日 | 93       | 7（しまなみ球場）                         | 広島新庄     | ○  |
| 島根     | 7月15日 - 7月26日 | 39       | 2（松江市営野球場）                       | 大社         | ×  |
| 山口     | 7月12日 - 7月28日 | 58       | 5（西京スタジアム）                       | 熊毛南       | ×  |
| 香川     | 7月11日 - 7月27日 | 40       | 1（レクザムスタジアム）                   | 大手前高松   | ×  |
| 愛媛     | 7月14日 - 7月29日 | 59       | 3（坊っちゃんスタジアム）                 | 松山東       | ×  |
| 徳島     | 7月12日 - 7月28日 | 31       | 1（オロナミンC球場）                      | 鳴門渦潮     | ×  |
| 高知     | 7月19日 - 7月28日 | 31       | 2（高知県立春野運動公園野球場）           | 高知         | ○  |
| 福岡     | 7月5日 - 7月28日  | 135      | 12（北九州市民球場）                      | 北筑         | ×  |
| 佐賀     | 7月5日 - 7月23日  | 41       | 2（みどりの森県営球場）                   | 佐賀工       | ×  |
| 長崎     | 7月11日 - 7月30日 | 57       | 2（長崎ビッグNスタジアム）                | 創成館       | ×  |
| 熊本     | 7月5日 - 7月25日  | 65       | 2（藤崎台県営野球場）                     | 文徳         | ×  |
| 大分     | 7月5日 - 7月24日  | 47       | 1 （別大興産スタジアム）                  | 明豊         | ○  |
| 宮崎     | 7月5日 - 7月23日  | 49       | 2（KIRISHIMAサンマリンスタジアム宮崎）    | 日章学園     | ×  |
| 鹿児島   | 7月5日 - 7月24日  | 77       | 2（鹿児島県立鴨池野球場）                 | 神村学園     | ○  |
| 沖縄     | 6月21日 - 7月20日 | 61       | 3（コザしんきんスタジアム）               | 糸満         | ×  |

1. ↑  地方大会の日程（朝日新聞デジタル 第96回全国高校野球選手権大会）
2. ↑  
| 支部         | 空知 | 空知 | 旭川 | 旭川 | 旭川 | 名寄 | 名寄 | 北見 | 北見 | 北見 | 十勝 | 十勝 | 十勝 | 釧根 | 釧根 | 釧根 |
| ブロック     | A    | B    | A    | B    | C    | A    | B    | A    | B    | C    | A    | B    | C    | A    | B    | C    |
| 参加チーム数 | 7    | 8    | 7    | 7    | 7    | 4    | 5    | 6    | 6    | 7    | 7    | 7    | 7    | 6    | 6    | 6    |
| 使用球場数   | 1    | 1    | 1    | 1    | 1    | 1    | 1    | 1    | 1    | 1    | 1    | 1    | 1    | 1    | 1    | 1    |
3. ↑  
| 支部         | 札幌 | 札幌 | 札幌 | 札幌 | 札幌 | 札幌 | 札幌 | 函館 | 函館 | 函館 | 室蘭 | 室蘭 | 室蘭 | 小樽 | 小樽 |
| ブロック     | A    | B    | C    | D    | E    | F    | G    | A    | B    | C    | A    | B    | C    | A    | B    |
| 参加チーム数 | 9    | 9    | 9    | 8    | 9    | 9    | 8    | 8    | 8    | 9    | 7    | 8    | 8    | 6    | 7    |
| 使用球場数   | 3    | 3    | 3    | 3    | 3    | 3    | 3    | 1    | 1    | 1    | 1    | 1    | 1    | 1    | 1    |